# Gare de Tsukuba
La gare de Tsukuba (つくば駅, Tsukuba-eki) est une gare ferroviaire terminus japonaise située dans la ville de Tsukuba dans la préfecture d'Ibaraki. Elle est gérée par la Metropolitan Intercity Railway Company (MIR).

## Situation ferroviaire
La gare de Tsukuba marque la fin de la ligne Tsukuba Express.

## Histoire
La gare a été inaugurée le 24 août 2005.

## Services aux voyageurs

### Accès et accueil
La gare est située en souterrain, ouverte tous les jours.

### Desserte
- Tsukuba Express :
  - voies 1 et 2 : direction Akihabara